# جمال العادلي
جمال عباس محسن العادلي (1952-) سياسي عراقي شغل منصب وزير الموارد المائية في 25 أكتوبر، 2018 ووزيراً للتعليم العالي والبحث العلمي في العراق يوم 28 أكتوبر، 2018 في حكومة عادل عبد المهدي.
حاصل على شهادة البكالويوس في هندسة المكائن من الجامعة التكنولوجية في عام 1978، وعلى شهادة الماجستير في هندسة الميكانيك من المعهد الوطني للبوليتكنيك في غرينوبل، فرنسا سنة 1982، وشهادة الدكتوراه، في هندسة الميكانيك من جامعة ليموج في فرنسا عام 1985.
شغل تدريسي في وزارة التعليم العالي والبحث العلمي، ومعاون مستشار ثقافي في باريس، ومعاومن مستشار ثقافي في كييف، ومعاون مستشار في أنقره، ومدير قسم المنظمات الدولية والعربية في وزارة التعليم، ومدير قسم العلاقات الثقافية ومدير قسم تقويم الشهادات خلال إدارة المنظمات في وزارة التعليم العالي والبحث العلمي، ومدرس في الجامعة التكنولوجية.
وله العديد من البحوث في إنقاذ نهري دجلة والفرات من ملوثاته، وتعظيم موارد دجلة والفرات.